# Concessioni televisive in Italia
Le concessioni televisive in Italia sono provvedimenti con cui le autorità preposte attribuiscono a soggetti, pubblici o privati, la possibilità di esercitare l'attività radiotelevisiva.

## Storia
La prima legge in materia di radiotelegrafia e radiotelefonia fu la legge 30 giugno 1919 n. 395. Tuttavia in Italia l'attività radiotelevisiva è sempre stata esercitata esclusivamente da soggetti pubblici: il R.D. 8 febbraio 1923 n. 1067 stabilì infatti che l'impianto e l'esercizio di telecomunicazioni per mezzo di onde elettromagnetiche senza l'uso di fili sono riservati allo Stato, con facoltà del Governo di affidarle in concessione.
Ai sensi del R.D. 27 febbraio 1936 n. 645 ("Approvazione del codice postale e delle telecomunicazioni") l'esercizio esclusivo venne affidato all'EIAR. L'esclusività dello Stato ad esercitare tale attività, solamente però di rilevanza pubblica, attraverso aziende pubbliche come la Rai, venne confermata prima dal D.P.R. 26 gennaio 1952, n. 180, e poi dalla legge 14 aprile 1975, n. 103; quest'ultima in particolare aprì la possibilità ai privati di esercitare attività di trasmissione e diffusione.
Tuttavia nel corso degli anni settanta del XX secolo la giurisprudenza della Corte costituzionale sancì il principio della liberalizzazione dell'etere per quello che riguarda le trasmissioni radiotelevisive di ambito locale, indicando al legislatore precise linee guida che il potere legislativo avrebbe dovuto introdurre. Queste linee guida, però, non arrivarono, perché ogni forza politica aveva un suo progetto di liberalizzazione, per cui risultò molto difficile arrivare ad un progetto che mettesse d'accordo tutte le parti.
Di conseguenza, ben presto arrivò un periodo di enorme vitalità creativa da parte degli operatori, molto poco disciplinata, per cui il periodo viene ricordato come Far West televisivo. Una certa razionalizzazione era stata introdotta, di fatto, con l'introduzione di un sistema già in atto negli USA: le syndication, tramite le quali le emittenti, pur restando indipendenti, si collegavano per un certo numero di ore ad un'emittente capofila. Il fenomeno aveva di fatto creato un surrogato di reti nazionali e, sotto questo aspetto, venne in seguito segnalato prima dalla Rai e poi dalla magistratura; a quel punto il potere esecutivo intervenne con dei decreti legge (i cosiddetti Decreti Berlusconi), poi convertiti in legge dal Parlamento, i quali - pur ribadendo la riserva dell'esercizio del servizio radiotelevisivo pubblico, a livello di diffusione nazionale, allo Stato - nel contempo sanciva la possibilità per l'emittenza privata di esercitare attività di radiodiffusione sonora e televisiva sulla base di un piano nazionale. Queste leggi però avevano, ed ebbero, valenza transitoria, e di conseguenza si rendevano necessari degli interventi legislativi definitivi.
Il lungo periodo di incertezza normativa durò sino al 1990 con l'emanazione della legge Mammì che costituì una prima disciplina organica della materia. La legge 27 ottobre 1993 n. 422 apportò alcune modifiche per il rilascio delle concessioni e dei requisiti dei soggetti richiedenti.
Dal 2008, con l'avvento del digitale terrestre e la conseguente moltiplicazione del numero di canali disponibili, il sistema delle concessioni può considerarsi ormai superato.

## Disciplina normativa
Le fonti normative principali della concessione televisiva sono ad oggi la Legge Maccanico e il regolamento dell'Autorità per le Garanzie nelle Comunicazioni. La Legge Gasparri, poi, ha stabilito l'esistenza di differenti titoli abilitativi per le attività di operatore di rete e fornitore di contenuti televisivi o radiofonici, e stabilisce inoltre che l'autorizzazione non comporta l'assegnazione delle radiofrequenze (art. 5), che invece è effettuata con un provvedimento separato.
La concessione indica la frequenza e le aree di servizio degli impianti dell'emittente. Ha una durata stabilita in 6 anni, ed è rinnovabile; può cessare per rinuncia, morte del proprietario, fallimento o perdita dei requisiti soggettivi (vedi "Requisiti per la concessione"). In allegato alla concessione vi è una convenzione che riporta obblighi e diritti del concessionario. La materia è attualmente regolata dal Testo unico della radiotelevisione emanato nel 2005.

## Concetti

### Emittenti nazionali e locali
Ai sensi della legge italiana, le emittenti televisive si distinguono in nazionali (che coprono almeno l'80 per cento del territorio) e locali.
Le emittenti nazionali si dividono a loro volta in:
- TV commerciali;
- emittenti specializzate in televendite;
- Pay TV (con segnale "criptato");

### Requisiti per la concessione
Innanzitutto la forma sociale richiesta è quella di società per azioni, società a responsabilità limitata o cooperativa, di nazionalità italiana o europea. Inoltre è richiesta una certa misura di capitale sociale.

I criteri di selezione, nelle graduatorie, sono il patrimonio dell'emittente, il numero di dipendenti, nonché la qualità del progetto editoriale.

### Procedura per il rilascio
La domanda deve essere presentata a una Commissione di esperti nominata dal Ministro delle Comunicazioni, la quale deve valutare le domande con un punteggio finale, attribuito a seconda del piano dell'emittente, la qualità dell'offerta, l'investimento tecnologico.
La concessione è infine rilasciata, nel caso delle emittenti locali, dal solo Ministro delle Comunicazioni, mentre per quelli nazionali è necessario che il Ministro senta in via preliminare il Consiglio dei ministri.

### Concessioni rilasciate a privati
Le concessioni sono state rilasciate prima nel 1992 e poi nel 1999 alle seguenti otto reti nazionali private (la Rai ha un altro trattamento essendo servizio pubblico):
- reti televisive Mediaset: Canale 5, Italia 1
- Rete A (poi All Music e Deejay TV)
- TV Internazionale S.p.A. (Telemontecarlo, oggi LA7)
- Beta Television S.p.A. (TMC 2, poi MTV Italia)
- Europa TV S.p.A. (TELE+ Bianco, poi Sky Cinema 1)
- Centro Europa 7 S.r.l. (Europa 7, 7 Plus)
- Elefante TV S.p.A. (Telemarket-Elefante)

In via provvisoria sono state autorizzate due reti (1999): Rete 4 e TELE+ Nero (poi Sky Sport 1 e Sportitalia).

### Concessioni e autorizzazioni per ambito locale
Le concessioni e le autorizzazioni in ambito locale risultano da comunicazioni del ministero del 2001, mentre mancano notizie di elenchi più recenti.